# Миколаївська церква (Риботин)
Миколаївська церква — православний храм та пам'ятка архітектури місцевого значення у Риботині.

## Історія
Рішенням виконкому Чернігівської обласної ради народних депутатів від 26.06.1989 № 130 надано статус «пам'ятника архітектури місцевого значення» з охоронним № 59-Чг під назвою «Миколаївська церква». Встановлено інформаційну дошку.

## Опис
Миколаївська церква — приклад культової архітектури періоду еклектизму. Побудована 1904 року.
Кам'яна, одноголова, п'ятидільна (п'ятизрубна — 5 об'ємів), хрестоподібна у плані церква, подовжена по осі захід-схід, з 3-гранними прирубами між гілками основних об'ємів. З півночі й заходу примикають рамени — прямокутні приділи — увінчані трикутними фронтонами. Зі сходу до основного підкупольного об'єму примикає 5-гранна апсида, перекрита скатним дахом. Храм увінчує купол на круглому світловому барабані. З заходу подовжений прямокутний бабинець (притвор). Головний західний вхід акцентований 4-колонним портиком з трикутним фронтоном, ще є два входи у двох західних прирубах, що між гілками. Віконні отвори прямокутні, барабана — арочні. Над вікнами декор у вигляді трикутних фронтонів.
В інтер'єрі зберігся масляний монументальний розпис, п'ятиярусний іконостас.